# Olimpiada szachowa 1992
| 30. Olimpiada szachowa Manila 1992 |
|                                    |
| 1990 1994                          |

Olimpiada szachowa 1992 (zarówno w konkurencji kobiet, jak i mężczyzn) rozegrana została w Manili w dniach 7 czerwca – 25 czerwca 1992 roku.

## 30. olimpiada szachowa mężczyzn
Wyniki końcowe (102 drużyny, system szwajcarski, 14 rund).
| Miejsce | Kraj                 | Punkty |
| ------- | -------------------- | ------ |
| 1       | Rosja                | 39     |
| 2       | Uzbekistan           | 35     |
| 3       | Armenia              | 34½    |
| 4       | Stany Zjednoczone    | 34     |
| 5       | Łotwa                | 33½    |
| 6       | Islandia             | 33½    |
| 7       | Chorwacja            | 33½    |
| 8       | Gruzja               | 33     |
| 9       | Ukraina              | 33     |
| 10      | Anglia               | 33     |
| 11      | Izrael               | 32½    |
| 12      | Bośnia i Hercegowina | 32½    |
| 13      | Niemcy               | 32½    |
| 14      | Czechosłowacja       | 32½    |
| 15      | Szwajcaria           | 32½    |
| 16      | Chiny                | 32½    |
| 17      | Węgry                | 32     |
| 18      | Szwecja              | 32     |
| 19      | Bułgaria             | 32     |

| Miejsce | Kraj         | Punkty |
| ------- | ------------ | ------ |
| 20      | Kolumbia     | 32     |
| 21      | Słowenia     | 32     |
| 22      | Indie        | 31½    |
| 23      | Holandia     | 31     |
| 24      | Litwa        | 31     |
| 25      | Estonia      | 31     |
| 26      | Peru         | 31     |
| 27      | Francja      | 31     |
| 28      | Brazylia     | 31     |
| 29      | Włochy       | 30½    |
| 30      | Turkmenistan | 30½    |
| 31      | Filipiny (I) | 30½    |
| 32      | Polska       | 30     |
| 33      | Norwegia     | 30     |
| 34      | Argentyna    | 30     |
| 35      | Mołdawia     | 30     |
| 36      | Rumunia      | 30     |
| 37      | Turcja       | 30     |
| 38      | Kirgistan    | 29½    |

| Miejsce | Medaliści + skład reprezentacji Polski                                                                           |
| ------- | --- |
| 1       | Garri Kasparow, Aleksander Chalifman, Siergiej Dołmatow, Aleksiej Driejew, Władimir Kramnik, Aleksiej Wyżmanawin |
| 2       | Walerij Łoginow, Grigorij Serper, Aleksander Nenaszew, Siergiej Zagrebelny, Michaił Saltajew, Saidali Jułdaszew  |
| 3       | Rafajel Wahanian, Wladimir Hakopian, Symbat Lyputian, Artaszes Minasjan, Arszak Petrosjan, Aszot Anastasjan      |
|         | Aleksander Wojtkiewicz, Robert Kuczyński, Jacek Gdański, Aleksander Sznapik, Dominik Pędzich, Klaudiusz Urban    |

## 30. olimpiada szachowa kobiet
Wyniki końcowe (64 drużyny, system szwajcarski, 14 rund).
| Miejsce | Kraj              | Punkty |
| ------- | ----------------- | ------ |
| 1       | Gruzja            | 30½    |
| 2       | Ukraina           | 29     |
| 3       | Chiny             | 28½    |
| 4       | Węgry             | 26½    |
| 5       | Rosja             | 26     |
| 6       | Rumunia           | 25     |
| 7       | Azerbejdżan       | 25     |
| 8       | Kazachstan        | 24½    |
| 9       | Stany Zjednoczone | 24½    |
| 10      | Czechosłowacja    | 24     |
| 11      | Estonia           | 24     |
| 12      | Łotwa             | 24     |
| 13      | Polska            | 23½    |
| 14      | Bułgaria          | 23½    |

| Miejsce | Kraj         | Punkty |
| ------- | ------------ | ------ |
| 15      | Kirgistan    | 23     |
| 16      | Litwa        | 23     |
| 17      | Mołdawia     | 23     |
| 18      | Indonezja    | 22½    |
| 19      | Szwajcaria   | 22½    |
| 20      | Grecja       | 22½    |
| 21      | Turkmenistan | 22½    |
| 22      | Anglia       | 22     |
| 23      | Mongolia     | 22     |
| 24      | Indie        | 22     |
| 25      | Izrael       | 22     |
| 26      | Słowenia     | 22     |
| 27      | Bangladesz   | 22     |
| 28      | Holandia     | 21½    |

| Miejsce | Medalistki + skład reprezentacji Polski                                               |
| ------- | ------------------------------------------------------------------------------------- |
| 1       | Maja Cziburdanidze, Nona Gaprindaszwili, Nana Ioseliani, Nino Gurieli                 |
| 2       | Alisa Galliamowa-Iwanczuk, Marta Lityńska, Irina Czeluszkina, Lidia Siemionowa        |
| 3       | Xie Jun, Peng Zhaoqin, Wang Pin, Qin Kanying                                          |
|         | Agnieszka Brustman, Krystyna Dąbrowska, Małgorzata Bednarska, Hanna Ereńska-Radzewska |